# Tetrastichus amurensis
Tetrastichus amurensis är en stekelart som beskrevs av Walker 1874. Tetrastichus amurensis ingår i släktet Tetrastichus och familjen finglanssteklar. Inga underarter finns listade i Catalogue of Life.